# 보리스 고두노프
보리스 표도로비치 고두노프(러시아어: Борис Фёдорвич Годунов, 문화어: 보리스 고두노브, 1551년 2월 26일 ~ 1605년 4월 23일)는 러시아의 사실상 섭정 (1584년 ~ 1598년)이었다가 그러고나서 첫 비류리크가 차르 (1598년 ~ 1605년)였다.  그의 군림의 말기는 러시아가 1598년 류리크가의 마지막 차르 표도르 1세 이바노비치의 사망과 1613년 로마노프가의 설립 사이의 수년간의 공백기를 포함한 역사의 기간 동란 시대로 내려가는 것을 보았다.
고두노프의 일생은 2개의 러시아 예술 작품의 주제였는 데 유명한 낭만주의 시인이자 작가 알렉산드르 푸시킨의 드라마와 낭만적 작곡가 모데스트 무소륵스키에 의한 오페라이다.  고두노프의 일생의 이벤트들을 둘러싸는 음모의 감각은 심지어 왕위에 오를 거짓 상속인의 등장으로 이끌었던 혼란의 기간을 촉발한 건국 왕조의 말기가 역사적으로 중요할 뿐 아니라 극적인 음모로 가득 찬것을 물론 그들의 예술적 상상력을 위하여 훌륭한 극적인 자료를 증명하였다.

## 초기 세월
보리스는 표도르 이바노비치 고두노프 (1568년 ~ 1570년)과 부인 스테파니다 이바노브나의 아들이었다.  그의 형 바실리는 젊어서, 그리고 이반 4세의 궁정에서 부인 팔라게야 고두노바의 사무 경력의 문제없이 사망하였다.  그는 근위병의 궁수들 중의 하나로서 세르페이스크 캠페인에 참여하면서 1570년에 언급되었다.  이어진 해에 그는 두려운 오프리치니나의 일원이 되었다.
1570년/1571년에 고두노프는 이반이 가장 좋아했던 말리유타 스쿠라토프-벨스키의 딸 마리아 그리고리에브나 스쿠라토바-벨스카야에게 자신의 결혼 생활에 의하여 궁정에서 자신의 직위를 강화시켰다.  1580년 차르는 자신의 아들이자 후계자인 14세의 황태자 표도르 이바노비치 (1557년 ~ 1598년)의 부인이 되는 데 고두노프의 누이 이리나 (알렉산드라) 표도로브나 고두노바 (1557년 ~ 1603년 10월 26일/11월 23일)를 선택하였으며 이 기회에 고두노프는 보야르의 계급으로 진급되었다.  1581년 11월 15일 고두노프는 또한 이반으로 불린 이반 4세의 아들 살해의 현장에 있었다.  자신이 개입하려고 했어도 그는 차르의 홀에서 타격을 받았다.  이반은 즉시 회개하였고 고두노프는 4일 후에 사망한 죽어가는 황태자를 돕기 위하여 서둘렀다.
자신의 임종에 이반은 자신의 아들과 후계자를 안내하는 데 다른이들과 더불어 고두노프, 표도르 니키티치 로마노프와 바실리 슈이스키를 구성하는 평의회를 임명하였는 데 표도르는 마음과 건강 둘다에서 연약하였으며 그는 종교에 헌신하는 궁정의 위험으로부터 도피하였고 그의 국민들이 그를 성인으로 불렀어도 그들은 그는 인간을 다스리는 철이 부족했다는 것을 인식하였다고 한다.
자신의 사망에 이반은 또한 자신의 7번째이자 마지막 결혼 생활로부터 태어난 3세의 드미트리 이바노비치를 남겨두었다.  정교회가 시초적 3개의 결혼 생활과 및 그 자손 만을 인식하면서 합법적으로 드미트리 (와 그의 외가)는 기술적으로 왕좌에 대한 실질적인 주장이 없었다.
여전히 기회를 놓치지 않은 평의회는 이반이 사망한지 짧은 후에 드미트리와 그의 모친 마리아 나가야를 둘다 모스크바에서 북부로 120 마일 떨어진 우글리치로 이주시켰다.  몇년 후에 거기서 드미트리가 10세의 나이로 사망하였다.  바실리 슈이스키에 의하여 이끌어진 공식 위원회는 사망 원인을 확인하는 데 보내졌으며, 공식 평결은 소년이 뇌전증이 일어난 동안 자신의 목을 자른 것이었다.  이반의 미망인은 그녀의 아들이 고두노프의 대리인들에 의하여 살해된 것으로 주장하였다.  고두노프의 유죄는 전혀 확정된 적이 없었고 잠시 후에 드미트리의 모친은 강제로 수녀원에 들어갔다.  드미트리 이바노비치를 위하여 그는 쉬게 되었고 일시적이기는 하지만 즉시 잊혀졌다.

## 섭정의 세월

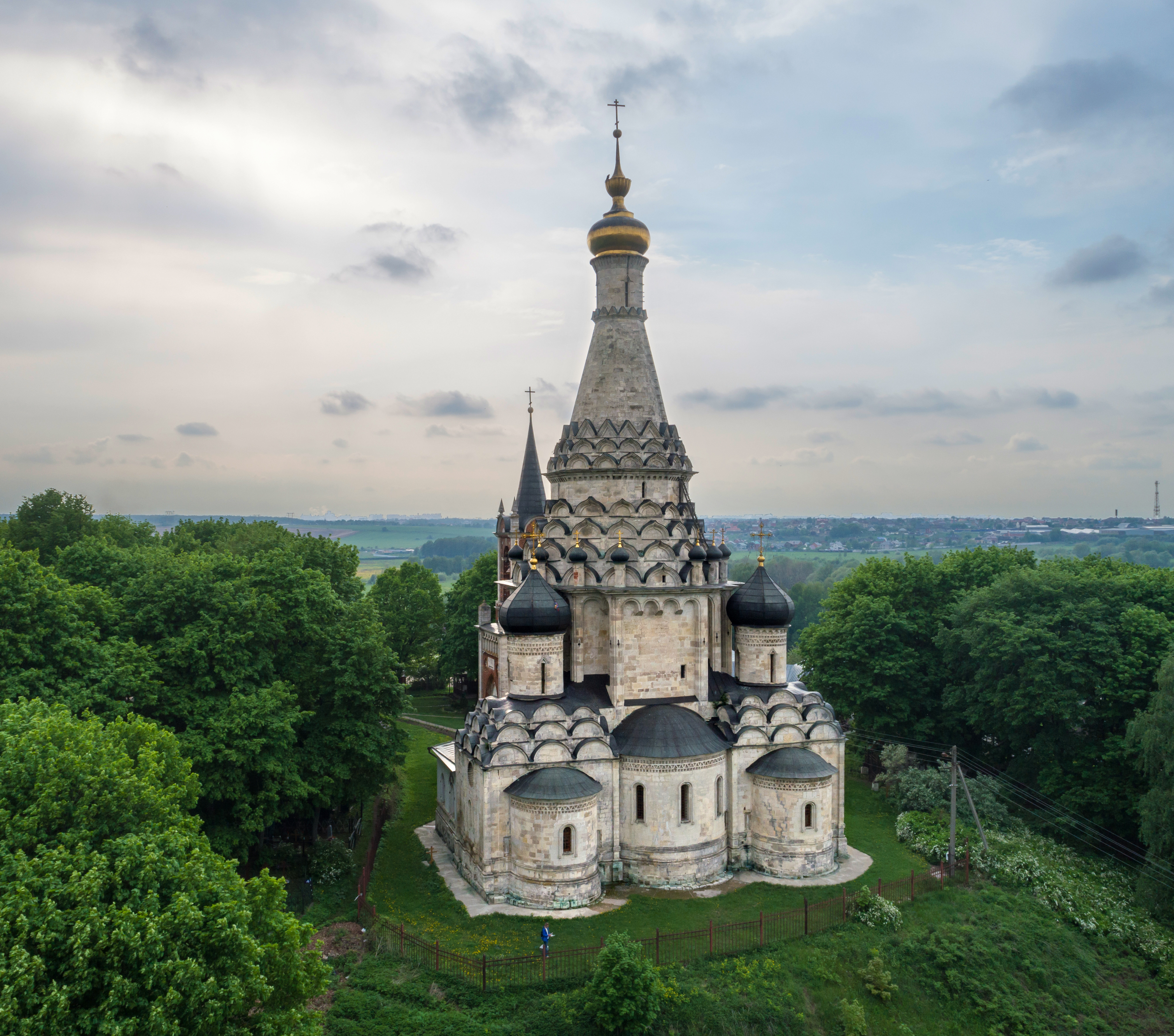
모스크바 근처에 있는 고두노프의 사유지

대관식 (1584년 5월 31일)을 계기로 보리스는 5인 섭정 위원회의 일원으로서 명예와 재물을 받았으며, 사망한 차르의 삼촌 니키타 로마노비치의 일생 동안 2 단계를 보유하였다.
고두노프의 자녀없는 누이로부터 차르를 이혼 시키면서 보리시의 권력을 깨는 것을 추구한 다른 거대한 보야르들과 디요니시유스 모스크바의 그에 대한 음모는 악의적인 내용을 추방하거나 압도하는 것으로만 끝났다.  이후 고두노프는 전능하였다.  업무의 방향은 전체적으로 그의 손으로 들어가 통과하였고, 외국의 왕자들과 동등하게 대응하였다.
그의 정책은 정통적으로 평화로웠다.  1595년 그는 이전의 군림 동안 잃은 촌들을 스웨덴으로부터 회복하였다.  5년 전에 그는 보야르보다 마저 더욱 높은 쓸모없는 존엄 콘유시의 타이틀을 자신이 받았던 복무로 모스크바에 타타르인의 습격을 물리쳤다.  투르크에 있는 오스만 제국을 항하여 그는 독립적인 태도를 유지하여 크림반도에서 반투르크 파벌을 지지하고 술탄에 대항하는 자신의 전쟁에서 황재에게 보조금을 지급하였다.
고두노프는 잉글랜드의 상인들을 통행료에서 면제하면서 러시아와 교역하는 데 그들에게 용기를 주었다.  그는 타타르인과 핀인들을 순서대로 유지하기 위하여 다수의 마을과 요새들을 건설하면서 러시아의 북동부와 남동부 경계들을 문명화하였다.  이 마을들은 사마라, 사라토프, 보로네시, 차리친과 작은 마을들의 전체 일련을 포함하였다.  그는 러시아의 손아귀에서 미끄러지고 있던 시베리아를 다시 식민화하였고 토볼스크와 다른 큰 중심지들을 포함한 수십 개의 새로운 정착촌을 형성하였다.
러시아 정교회가 고대 동방 교회들로부터 동등한 위치에 놓였고 콘스탄티노폴리스의 원로들로부터 해방시켰던 총대주교를 받았던 일이 그의 정부 동안에 있었다.  이 개혁은 표도르가 교회 일에 특별한 관심을 가지면서 지배 군주을 기쁘게 하는 데 정해져 있었다.
보리스의 가장 중요한 국내 개혁은 소작농들이 한 지주에서 다른 지주에게 자신들을 옮기는 것을 금지시킨 1578년 칙령으로 그들을 토지에 묶었다.  이 조례의 대상은 총수입을 확보하는 것이었으나 농노 제도로 이끌었다.

## 차르의 세월

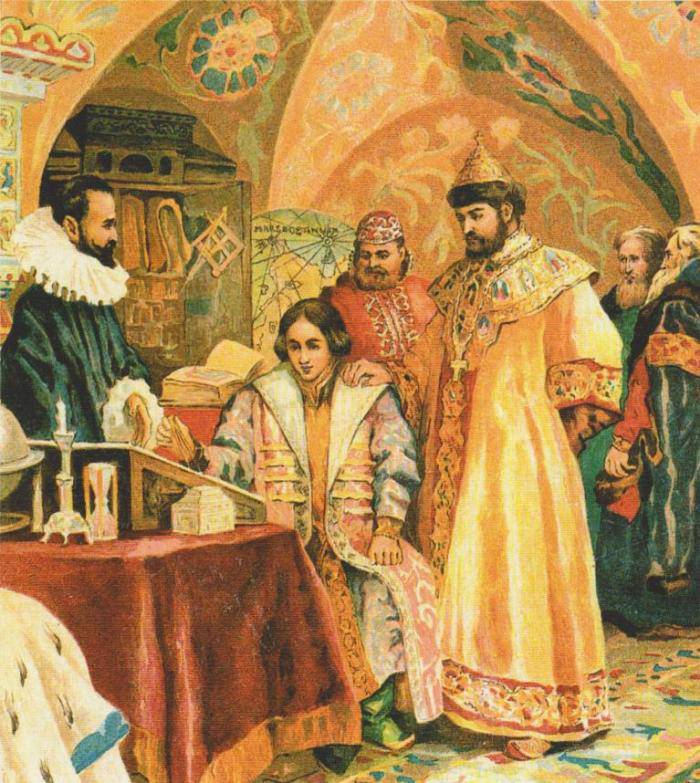
자신의 아들의 공부를 감시하는 보리스 고두노프

자녀가 없던 표도르 1세의 사망 (1598년 1월 7일)에 야망 만큼의 자기 보존은 보리스를 왕좌를 차지하도록 강요하였다.  그가 그렇게 하지 않았더라면 수도원에서 평생 은둔이 그의 가장 가벼운 운명이었을 것이다.  그의 선거는 보리스가 전례 없는 상황의 특별한 어려움에 대처할 수 있던 하나의 사람이었다는 자신이 할 수 있다는 확신에 따라 행동했던 모스크바의 욥 총대주교에 의하여 제안되었다.  하지만 보리스는 2월 17일에 열린 젬스키 소보르로부터만 왕좌를 받아들이려고 했고 2월 21일 만장일치로 그를 선출하였다.  9월 1일 그는 엄숙하게 차르에 즉위하였다.
고두노프의 짧은 군림 (1598년 ~ 1605년)은 약했던 표도르 아래 그의 행정부만큼 성공적이지 않았다.  종종 영하의 여름의 전체의 달에 야간 기온과 농작물 파괴와 함께 1601년 ~ 1603년 극도로 가난한 수확이 발생하였다.  널리 퍼진 기아는 대량 기아를 초래했으며 정부는 모스크바에서 빈민들을 위하여 돈과 식료품을 나누어 주었으나 수도 도시로 몰려드는 난민들과 증가하는 경제적 혼란 만으로 이끌었다.  로마노프가에 의하여 이끌어진 과두제 당파는 그것을 단순한 보야르를 순종하는 데 망신으로 숙고하였고, 불법공모들이 자주 있었고, 농촌 지역들은 기근과 전염병에 황폐해졌고, 무장한 도적단이 온갖 만행을 저지리는 나라를 배회하였고, 국경에 돈 카자크는 불안했으며 정부는 질서를 유지할 수 없는 자신을 보였다.
비성공적으로 고두노프의 선거를 반대한 거대한 귀족들의 영향력 아래 정통적 불만이 그를 찬탈자로서 적대의 형식을 취하였고, 죽어야할 고 차르의 동생 드미트리가 아직 살아있으며 숨고 있었다는 소문들이 들렸다.  1603년 자신을 드미트리 - 이른바 최초의 가짜 드미트리 1세와 왕좌의 정당한 상속인이라고 공언한 남자가 폴란드-리투아니아 연방에 나타났다.  사실 고두노프의 명령에 따라 이반 4세의 막내 아들 이 자신의 형의 사망 전에 칼에 찔려 살해되었고 그를 가장하고 있었던 신비한 개인은 사깃꾼이었으나 인구의 많은 부분과 러시아와 해외, 특히 폴란드-리투아니아 연방과 교황령에서 둘다 모인 지원에 의하여 정당한 상속인으로 여겨졌다.  폴란드-리투아니아 연방에서 파벌들은 그를 러시아에 그들의 영향력을 확장하는 도구로, 혹은 그들의 지원에 대한 대가로 적어도 부를 얻는 것으로 보았으며 교황권은 그것을 정교회의 러사아에 로마 가톨릭교회의 보유력을 높일 수 있는 기회로 보았다.
몇달 후에 그는 러시아 혹은 폴란드-러시아 전쟁에 폴란드-리투아니아 연방의 간섭의 시작을 특정 지은 것에 4000명의 폴란드인, 리투아니아인, 러시아인 망명자들, 독일인 용병과 카자크들의 작은 힘으로 국경을 넘었다.  폴란드-리투아니아 연방(그 국왕 지그문트 3세 바사는 간섭에 반대되면서)이 공식적으로 러시아에 전쟁을 선언하지 않았어도 어떤 강력한 거물들은 자신들의 군대와 돈과 함께 가짜 드미트리를 지지하기로 결정하여 그 후에 풍부한 보상을 기대하였다.  1605년 이러한 음모 속에서 고두노프가 사망하였다.  그해 보리스가 사망한지 즉시 후에 드미트리는 모스크바로 들어가는 자신의 승리의 입성을 이루었으나 짧은 군림 후에 그는 살해되었고, 정치적과 사회적 불확실성의 기간은 8년 후 로마노프 왕조의 설립까지 이어졌다.
1605년 4월 13일 혹은 23일 보리스는 오랜 질병과 뇌졸중 후에 사망하여 몇달간 자신을 승계하고 그러고나서 자신의 미망인과 같이 고두노프가의 적들에 의하여 살해 (둘다 1605년 6월 10일 혹은 7월 20일 모스크바에서 살해됨)된 한명의 아들 표도르 2세를 남겼다.  그들의 첫 아들 이반은 1587년에 태어나 이듬해 사망하였고 그들의 딸 크세니야 (1582년 혹은 1591년 출생)는 슐레스비히-홀슈타인의 요한에게 약혼되었으나 그는 1602년 10월 28일 결혼 생활이 선언되기 바로 전에 사망하였고, 1622년 5월 30일 결혼되지 않고 자녀가 없이 사망하여 성 세르기우스 수도원에 안장되었다.

## 유산
고두노프는 엄청난 규모로 외국 교사들을 수입하는 데 첫 차르이며 젊은 러시아인들을 교육시키는 데 유학을 보내는 데 첫 차르이자 러시아에서 루터교의 교회들이 건설되는 데 허용한 첫 차르였다.  러시아-스웨덴 전쟁 (1590년 ~ 1595년)을 승리한 그는 발트해 해안의 필요성을 느꼈고, 외교적 의미들에 의하여 리보니아를 얻는 데 시도하였다.  외국의 왕가들과 가능한 경우 통혼하는 목적으로 자신의 왕조의 존엄성을 높이기 위하여 스칸디나비아인들과 우호적인 관계를 발전시켰다.
하지만 최후적으로 그는 새로운 왕조의 설립까지 나라를 삼킬 대혼란의 시대를 막지도 못하고 새로운 왕조를 창조할 수 없었다.

### 예술에 나온 보리스 고두노프

#### 푸시킨의 연극
보리스의 일생은 윌리엄 셰익스피어의 〈맥베스〉에 의하여 영감을 받은 유명한 연극에서 알렉산드르 푸시킨에 의하여 소설화되었다.  1825년에 작성되고 1831년에 출판된 그 소설은 1866년까지 검열에 의한 성능에 대하여 승인되지 않았다.  드라마는 25개의 장면으로 구성되어 있고 주로 빈 구절로 작성되었다.
학자들 사이에 존경을 받았지만 〈보리스 고두노프〉는 그 원래 무수정한 형성에서 시사회를 받지 않았다.  모데스트 무소륵스키는 드라마에 그의 오페라를 기반을 두었고, 프세볼로트 메이예르홀트는 1930년대에 연극의 무대를 시도하였다.  메이예르홀트는 자신의 제작을 위하여 반주 음악을 작사하는 데 세르게이 프로코피예프에게 위임했으나 메이예르홀트가 정치적 압박 아래 자신의 제작을 버렸을 때 점수도 또한 포기되었다.
2007년 4월 12일 무수정된 〈보리스 고두노프〉의 세계 프리미어가 영어 번역에 뉴저지주 프린스턴 대학교에서 주어졌다.  피터 웨스터가드에 의한 보충 음악과 함께 제작은 메이예르홀트의 디자인에 기반을 두고 프로코피예프의 음악을 나타냈다.

#### 무소륵스키의 오페라
무소륵스키는 보리스 고두노프를 자신의 유명한 오페라의 주제로 만들었다.  작품은 상트페테르부르크에서 1868년과 1874년 사이에 작곡되었다.  그것은 무소륵스키의 단 하나의 완료한 오페라이자 그의 걸작으로 여겨진다.  리브레토는 푸시킨에 의한 같은 이름의 드라마와 니콜라이 카람진의 〈러시아국의 역사〉에 기초를 둔 작곡가에 의하여 작사되었다.  1869년의 원래 판은 제작을 위하여 승인되지 않았다.  무소륵스키는 1872년 개정판을 완성하였으며 이 판은 결국적으로 1874년 그 첫 상연을 받았다.  음악은 독특하게 러시아식에 작사되었으며 자신의 러시아 민요에 관한 상식을 의지하였고, 독일과 이탈리아의 오페라의 영향력을 거부하였다.